# Bürgerrechtsbewegung Solidarität
Die Bürgerrechtsbewegung Solidarität (BüSo) ist eine deutsche Kleinpartei. Sie bezeichnet sich selbst als Teil der LaRouche-Bewegung. Ihre Vorgängerparteien hießen Patrioten für Deutschland und Europäische Arbeiter-Partei.

## Inhaltliches Profil

### Kernthesen
Kernthesen von BüSo sind der baldige Zusammenbruch des globalen Finanzsystems, der seit Jahrzehnten als jeweils unmittelbar bevorstehend vorausgesagt wird, und die Forderung nach einer anschließenden Neuauflage des Bretton-Woods-Systems.

### Ziele der Partei
Das gegenwärtige monetaristische Wirtschaftssystem will die BüSo durch eine am Gemeinwohl orientierte physische Wertschöpfung ersetzen. Dabei sollen der deutsche Nationalstaat gestärkt und die D-Mark wieder eingeführt werden. Außerdem fordert die Partei eine erhöhte staatliche Wirtschaftsförderung durch „produktive Kreditschöpfung“. Dies wird historisch als Anknüpfung an Alexander Hamilton, Karl Marx und Rosa Luxemburg verstanden und in Dialectical Economics und Was Sie schon immer über Wirtschaft wissen wollten ausgearbeitet; darin liegt außerdem eine Rezeption von ähnlichen Ideen bei anderen Autoren außerhalb der neoklassischen Ökonomie, z. B. G. W. Leibniz, Friedrich List, Henry Charles Carey oder John Kenneth Galbraith. Statt Krieg und Terrorismus soll ein „Dialog der Kulturen“ und als politische Ökonomie eine umfassende weltweite Entwicklungspolitik stattfinden, um allen Menschen der Welt einen hohen Lebensstandard zu ermöglichen. Um dies zu erreichen, ist ein hohes technologisches und industrielles Niveau erforderlich. Da Erdöl, Erdgas und alternative Energiequellen noch nicht in der Lage seien, die gesamte Menschheit angemessen zu versorgen, werden kurzfristig Kernkraftwerke, langfristig Fusionsreaktoren für notwendig gehalten. Diese seien inhärent sicher zu konstruieren.
Eine Klimaschutzpolitik lehnt die BüSo ab: In mehreren Veröffentlichungen (z. B. auf ihrer Internetseite) bestreitet die Partei einen Zusammenhang von anthropogenem Klimawandel und dem Treibhausgas CO2. Man behauptet, dass die Industrielle Revolution nicht zu einem erhöhten CO2-Ausstoß geführt habe und es sich bei den offiziellen Daten des IPCC über die CO2-Konzentration in der Atmosphäre um eine Fälschung handele. Ziel dieses Betrugs durch „die Regierung Bush-Cheney“ sei es, von einem geplanten Krieg gegen den Iran abzulenken, indem die Angst vor dem Klimawandel geschürt wird. Dementgegen warnt die BüSo vor der „gefährlichen Ideologie der Ökologiebewegung.“
Um durch Wasserknappheit bedingte militärische Konflikte zu vermeiden, soll mittels Hochtemperaturreaktoren und „kleiner schwimmender Kernkraftwerke“ Meerwasser entsalzt werden.
Es wird der Bau einer „Neuen Eurasischen Landbrücke als Kriegsvermeidungsstrategie“ gefordert. Sie soll den europäischen und asiatischen Kontinent mittels Transrapid über die alte Seidenstraße verbinden, da nur so ökonomische Strukturen zu erreichen seien, welche die Versorgung aller mit benötigten Konsumgütern gewährleisten. Die Errichtung dieser Transrapidstrecke soll Millionen von Arbeitsplätzen bringen.

### Kontroverse Standpunkte
Die Partei wird von einigen Beobachtern dem rechtsextremen Spektrum zugerechnet. Zugleich wird die Büso ebenso wie die LaRouche-Bewegung als „Psycho-Kult“ beschrieben, weil sie mit „Endzeitvisionen“ (Zusammenbruch des Wirtschaftssystems) einen „radikalen Gesellschaftsumbau“ anstrebe. Andere Stimmen erachten eine Einordnung der BüSo in das klassische Politikspektrum als schwierig. Ihre Ziele erinnerten an Ansätze linker Politik, ihre Ausformung an rechte Konzepte. Insgesamt könne sie als Phantompartei definiert werden, die ausschließlich zur Umsetzung der Ideen LaRouches existiere. Einige Kritiker bezeichnen die Organisation unter anderem wegen ihres Personenkultes um LaRouche als eine Politsekte.

Unter anderem wirft man der Partei eine gedankliche Nähe zu antisemitischen Verschwörungstheorien vor. 1979 schrieb die heutige Vorsitzende der Büso Helga Zepp-LaRouche anlässlich der Produktion und Ausstrahlung der Fernsehserie Holocaust – Die Geschichte der Familie Weiss: 

„Während in den USA niemand auch nur die geringsten Illusionen über die Macht der zionistischen Lobby über vor allem die gegenwärtige Administration hegt, ist der Einfluss einer verdeckt operierenden zionistischen Lobby in der Bundesrepublik bisher nur wenigen eingeweihten politischen Persönlichkeiten bekannt, nicht aber der breiten Bevölkerung. Und deshalb müssen wir den scheinheiligen Holocaust-Schwindel zum Anlass nehmen, um diese ausländischen Agenten auffliegen zu lassen.“

## Geschichte
Die Partei wurde im November 1992 gegründet. Ihre Vorgängerparteien waren zunächst die von Mitte der 1970er bis Anfang der 1980er Jahre bestehende Europäische Arbeiter-Partei, anschließend in den 1980er Jahren die Partei Patrioten für Deutschland.
Die Parteigründerin und langjährige Spitzenkandidatin Helga Zepp-LaRouche war die Ehefrau von Lyndon LaRouche (1922–2019).
Die BüSo hat keine Bedeutung in der deutschen Politik (niedrigste Anzahl der Wählerstimmen aller Parteien bei der Europawahl 2004). Auch bei Landtagswahlen erzielte sie keine Erfolge.
Bei der Bundestagswahl 2005 erreichte sie 35.649 Stimmen (0,1 %), bei der Europawahl 2009 10.926 (0,0 %) Wählerstimmen. Bei der Landtagswahl in Sachsen 2009 erhielt die Partei 0,2 % der Wählerstimmen. Bei der Landtagswahl in Nordrhein-Westfalen erreichte die Partei 0,0 % der Zweitstimmen. Bei den Landtagswahlen in Baden-Württemberg und Rheinland-Pfalz am 27. März 2011 erhielt die Partei 0,0 % bzw. 0,1 % der Stimmen. Bei der Landtagswahl in Bayern 2013 kam die BüSo auf 0,0 % der Stimmen und bei der Bundestagswahl 2013 sowohl bei Erst- als auch Zweitstimmen auf 0,0 %. Ebenfalls 0,0 % (10.695 Stimmen) waren das Ergebnis bei der Europawahl 2014.
Bei der Landtagswahl in Sachsen 2019 erreichte sie 0,08 %. Bei der Bundestagswahl 2021 erhielt sie 727 Zweitstimmen, bei der Bundestagswahl 2025 die annähernd gleiche Stimmenanzahl von 719.

## Presseorgane
Die Bürgerrechtsbewegung Solidarität veröffentlicht Artikel über die Wochenzeitung Neue Solidarität. Sie wird von der E.I.R. GmbH in Wiesbaden verlegt und herausgegeben.